# Manal al-Sharif
Manal Al Sharif (La Meca, Provincia de Makkah, 25 de abril de 1979) es una informática y activista de los derechos de las mujeres de Arabia Saudita, que ayudó a iniciar una campaña a favor de los derechos de las mujeres para conducir vehículos. 

## Activismo
En mayo de 2011 fue grabada por su hermana Wajeha al-Huwaider, conduciendo un coche como parte de la campaña. El video fue subido a YouTube y Facebook. Al-Sharif fue detenida y liberada el 21 de mayo y detenida de nuevo al día siguiente.
El 30 de mayo, Al-Sharif fue liberada bajo fianza, bajo las condiciones de no conducir otra vez y no hablar con los medios de prensa sobre el tema.
The New York Times y Associated Press relacionaron esta campaña de las mujeres conduciendo con las más amplias revoluciones y protestas en el mundo árabe de 2010-2011 y la larga duración de la detención de Al Sharif al miedo de las autoridades sauditas a las protestas.
Contrajo matrimonio en Arabia Saudita y tuvo un hijo en 2005. El matrimonio terminó en divorcio y según las leyes saudíes, el padre obtuvo la custodia total del niño. Tras la separación ella se mudó a Dubái y se veía obligada a viajar de regreso cada vez que quería ver a su hijo porque su exmarido se negaba a dejarlo viajar; al Sharif lo denunció ante un tribunal, pero este lo desestimó y citó un texto islámico del siglo X sobre "el riesgo de que el niño muera en el camino en una distancia tan larga". Manal al Sharif vive en Dubái con su segundo esposo, un brasileño, con quien tuvo un segundo hijo en 2014. Los medio hermanos solo se conocen por videollamadas.